# ACORN International
Pour les articles homonymes, voir Acorn.
ACORN International est une association internationale de solidarité, de défense et d'aide envers les personnes et les familles en situation de précarité. Son nom est tiré de l'acronyme anglais Association of Community Organizations for Reform Now car elle s'est construite comme une fédération de syndicats de quartier (community organizations) avec une approche grassroots privilégiant la construction du pouvoir citoyen par l'action directe non-violente. Très puissante aux États-Unis jusqu'en 2010, elle s'est développée depuis 2004 au Canada où est aujourd'hui la branche la plus importante, puis au Royaume-Uni, en France, au Kenya, en Inde ou encore au Cameroun.   

## Création et premières campagnes victorieuses en Arkansas (1970-1974)
L'association a été fondée à Little Rock en Arkansas aux États-Unis à l'initiative de Wade Rathke en 1970 avec le soutien de la National Welfare Rights Organisation (NWRO) et son dirigeant George Wiley. Le premier organisateur que Wade Rathke recrute est Gary Delgado qui avait comme lui une expérience passée au sein de la NWRO.  Ensemble, ils tapent aux portes des quartiers populaires du sud de la ville pour écouter les colères des habitants et leur proposer d'adhérer à une nouvelle organisation pour faire changer les choses.  

### Première bataille pour les aides sociales et première victoire face au gouverneur d'Arkansas en 1970
Ils mènent en parallèle l'enquête sur des batailles possibles, et un avocat sympathisant découvre un texte sur les aides sociales de l'État stipulant un droit des bénéficiaires d'allocations sociales à une aide en nature sous forme de mobilier pour équiper leur maison. Ce droit ignoré est débattu dans les assemblées de quartier organisés par Delgado et Rathke et une campagne est lancée obtenir du gouverneur républicain d'Arkansas, Winthrop Rockefeller la mise en œuvre effective de ce droit jusqu'ici ignoré. Plusieurs actions collectives furent organisées dans des agences d'aide sociale, puis devant le domicile personnel du gouverneur. Après une première négociation infructueuse, les groupes ont continué les actions publiques. Le cabinet du gouverneur a fini par rappeler pour annoncer qu'il acceptait de créer une agence publique "Des meubles pour les familles" (Furnitures for Families) chargée de collecter et de distribuer des meubles d'occasion pour les familles pauvres inscrite à l'aide sociale. 

### Organisations de quartier, syndicats de chômeurs ou de vétérans
Dans les deux ans qui suivent cette première victoire, en plus de nombreuses petites batailles pour des améliorations dans les quartiers (nettoyage de lots vacants, pose de lampadaires et signalisation manquant...), ACORN organise un syndicat de chômeurs qui obtiennent les changements des pratiques abusives des agences pour l'emploi ou un groupe de vétérans du Vietnam qui parviennent à obtenir des prestations de l'État et l'exemption des frais d'inscription à l'université. 

### Bataille environnementale et victoire contre un projet de centrale à charbon
En 1973, ACORN a organisé les agriculteurs contre un projet de centrale au charbon d'Arkansas Power and Light (AP&L) près de Redfield dans le comté de Jefferson. Steve Kest, chargé de la recherche stratégique à ACORN avait découvert que la centrale au vu des capacités prévues allait rejeter quotidiennement 469 tonnes de dioxyde de soufre dans l'air, et que ces rejets pouvaient endommager les cultures de coton et de haricots des agriculteurs locaux.  Un syndicat du comté de Jefferson est constitué comme section locale d'ACORN et la revendication est faite auprès d'AP&L de déposer une caution de 50 millions de dollars pour les dommages éventuels liés à leur projet. Steve Kest découvre également que l'université Harvard est actionnaire de la holding propriétaire d'AP&L, Rathke envoie un jeune organisateur sur le campus et une pétition de 1 741 étudiants est remise deux mois plus tard au président de l'université Derek Bok. La publication d'une étude de l'université Harvard  sur le risque de pollution amène le nouveau gouverneur d'Arkansas Dale Bumpers, et la Commission du service public à imposer la division par deux de la taille de la centrale prévue et un système strict de contrôle anti-pollution. AP&L décide par la suite d'annuler l'ensemble du projet. ACORN obtenait là une victoire de dimension nationale et prouvait sa capacité à organiser une diversité de communautés (fermiers, étudiants) qui posait les bases de l'expansion rapide qui allait suivre. 

## Développement aux États-Unis (1975-2009)

### La lancement de groupes ACORN dans quatorze États entre 1975 et 1980
En janvier 1975, le premier groupe ACORN en dehors de l'Arkansas est créé à Sioux Falls dans le Dakota du Sud. De nouvelles organisations sont ensuite lancées successivement à Dallas, Texas en août 1975, à New Orleans en février 1976, à Memphis (Tennessee) en juillet 1976, en Floride en avril 1977, au Colorado en juillet 1977, dans le Nevada en août 1977, à Philadelphie en septembre 1977, en Iowa en octobre 1977, dans le Michigan et dans l'Oklahoma en mai 1978 puis en Arizona en septembre 1978. Carolina Action et Georgia Action décident en janvier 1979 de s'affilier à ACORN. 
Le 13 décembre 1975, soixante délégués membres des conseils d'ACORN Arkansas, Dakota du Sud et Louisiane se réunissent pour une première convention nationale où ils élisent le premier conseil d'administration et le premier président d'ACORN, Steve McDonald. 
En 1982, ACORN est présent dans vingt États, compte 50 000 membres cotisants pour un budget passé de 250 000$ en 1975 à 2,3 millions $ en 1982.  

### La première campagne nationale et victoire obtenue pour l'accès des jeunes à l'emploi (1978)
En mai 1978, ACORN lance une campagne nationale "Du travail et la Justice (Jobs and Justice)" et 1200 jeunes chômeurs occupent simultanément les hôtels de Ville de Philadelphie, Denver et New Orleans. Les municipalités négocient alors l'obtention de fonds fédéraux additionnels pour créer des emplois pour les jeunes. La ville de Philadelphie accepte dans la foulée de créer un nouveau programme de jobs d'été pour les jeunes à hauteur de deux millions de dollars. 

### La campagne nationale de squat pour la construction de logements sociaux (1979-1985)
À partir de 1979, ACORN lance une campagne nationale de squat pour contester et transformer les politiques fédérales et locales du logement afin de fournir plus de logements abordables pour les familles pauvres. En 1981, ACORN et Inner-City Organizing Network ont organisé le squat par des centaines de personnes à Philadelphie dans de logements vacants dans des immeubles appartenant à l'État fédéral. La publicité autour de ces actions de squat ont poussé le gouvernement fédéral à s'impliquer en offrant des logements aux squatters dans les 67 bâtiments lui appartenant.
Entre le 15 juin et le 2 août 1985, ACORN a aidé des sans-abri à prendre possession de 25 immeubles appartenant à la ville dans le quartier de Brooklyn, dans l'est de New York. 11 personnes ont été arrêtées au cours de ces actions. La ville a répondu en accordant aux anciens squatters 58 bâtiments appartenant à la ville, de l'argent pour l'aide technique et architecturale, et 2,7 millions de dollars de prêts de réhabilitation.

### Le combat des survivants de Katrina pour le retour et la reconstruction de La Nouvelle-Orléans (2005-2007)
Le 29 août 2005, au moment de l'ouragan Katrina, il y a à La Nouvelle-Orléans plus de 9 000 familles membres d'ACORN. C'est alors la plus grande organisation de base de la ville et une grande partie habite le quartier populaire afro-américain du Lower 9th Ward. Un an après la catastrophe, 7500 familles ACORN ne sont toujours pas rentrées à la Nouvelle-Orléans et des consultants de la municipalité travaillent sur un plan de renouvellement urbain qui propose de déclarer le Lower 9th Ward comme zone inhabitable. 
L'Association des survivants de Katrina d'ACORN a utilisé l'action directe non violente, la pression publique et les négociations régulières avec l'Agence fédérale de gestion des urgences (FEMA) pour assurer une aide au logement aux survivants déplacés, les ressources nécessaires à la survie des familles et un plan de reconstruction qui assure à chacun le droit de revenir et permet la reconstruction des communautés locales du Lower 9th Ward et des autres quartiers populaires.

### Les autres campagnes
Les campagnes menées par les membres vont de l'amélioration des logements, de l'accès aux soins de santé ou à l'inscription sur les listes électorales.  ACORN s'est illustrée lors de la crise immobilière de la fin des années 2000, dite des subprimes, en lançant une campagne pour empêcher les banques de saisir les logements des familles en voie d'être expulsées.
En 2009, ACORN compte 400 000 membres, et 1 200 syndicats de quartier répartis dans 79 villes américaines.  

## Crise, dissolution de la structure nationale aux États-Unis (2009-2010) et restructuration locale
Soutenue par la gauche américaine, liée à l'administration Obama et financée par des fonds publics, elle est la cible de nombreuses attaques politiques provenant du camp républicain. Elle fait l'objet en 2009 d'une polémique nationale à la suite de la diffusion d'une vidéo trafiquée afin de faire croire que l’association participe à l'organisation de réseaux de proxénétisme et encourage ses membres à falsifier leurs papiers. En interne, le détournement de fonds par le frère du fondateur aboutit au départ de celui-ci. Affaiblie et discréditée, l'association perd ses soutiens financiers et la structure nationale se voit dissoute en 2010.
Les branches locales les plus solides se constituent en entités indépendantes: ACORN New York devient New York Communities for Change (NYCC), ACORN Texas devient Texas Organizing Project (TOP), ACORN Chicago devient Action Now, ACORN California devient Alliance of Californians for Community Empowerment. 

## ACORN International (2004-...)
ACORN Canada est fondée en 2004 et revendique 130 000 membres en 2020. ACORN International est présidée par Marva Burnett qui est aussi la présidente d'ACORN Canada. ACORN Peru et ACORN Honduras sont initiés en 2007, puis ACORN Kenya est lancé en 2008. Dans la foulée de la campagne internationale contre WalMart, les organisations indiennes Janpahal à Dehli et le syndicat des vendeurs de rue de Bombay s'affilient également à ACORN international. En 2020, ACORN International revendique des membres dans dix-huit pays. 

### ACORN en Europe
En 2014, des militants ont lancé ACORN UK à Bristol, principalement comme syndicat de locataires. L'association comptait 3 branches et 15 000 membres et supporters en 2017 et se développe rapidement jusqu'à compter onze branches en décembre 2019. En France, l'Alliance Citoyenne et ses syndicats de citoyens des régions grenobloises, lyonnaises et parisiennes est affiliée à ACORN International depuis 2015. L'association ReAct qui travaille à l'organisation de syndicats de travailleurs est devenu un partenaire fort d'ACORN sur l'organisation des syndicats en France. En Ecosse, le syndicat de locataires Living Rent s'affilie en 2017 à ACORN. ACORN compte des groupes en construction à Rome et à Prague.

### ACORN en Afrique
Le premier groupe lancé sur le continent africain a été ACORN Kenya dans le bidonville de Korogocho dans la banlieue de Nairobi en 2008. En 2017, l'association On est Ensemble basée à Douala au Cameroun et initiée par le ReAct s'est affiliée à ACORN International du fait de ses liens initiaux avec l'Alliance Citoyenne. L'association JustiCitiz au Liberia est également affilié à ACORN tout comme l'association El Comita à Tunis née en 2018 d'un partenariat avec l'Alliance Citoyenne.  